# Байрон, Уильям, 5-й барон Байрон
Уильям Байрон (англ. William Byron; 5 ноября 1722 — 19 мая 1798) — английский аристократ, 5-й барон Байрон с 1736 года. Из-за ряда скандальных историй историй был известен как «Злой лорд» и «дьявол Байрон». Детей не оставил, так что его наследником стал внучатый племянник Джордж Гордон Байрон, известный в первую очередь как поэт-романтик.

## Биография
Уильям Байрон принадлежал к влиятельному рыцарскому роду, представители которого с XI века владели землями в Ноттингемшире, с 1322 года заседали в парламенте и с 1643 года носили баронский титул. Он родился в 1722 году в семье Уильяма Байрона, 4-го барона Байрона, и его третьей жены Фрэнсис Беркли. После смерти отца в 1736 году унаследовал семейные владения и титул.
Барон в 14 лет поступил на службу в Королевский военно-морской флот. Сначала он был гардемарином, но уже в 18 лет стал лейтенантом на корабле «Виктория». В 1745 году Байрон действовал против восставших якобитов в чине капитана в полку герцога Кингстона. В 1747—1752 годах он занимал пост великого мастера масонской Великой ложи Англии, в 1763—1765 годах — придворный пост мастера над гончими.
Барон был женат на Элизабет Шоу, дочери Чарльза Шоу и Фрэнсис Лифорд. В этом браке родились:
- Уильям (1748—1749);
- Уильям (1749—1776);
- Генриетта Диана (умерла до 1798);
- Каролина (умерла до 1798)[6].

Байрон пережил всех своих детей. Его сын Уильям оставил сына того же имени от брака со своей кузиной Джулианой Элизабет Байрон, но и тот погиб в бою на Корсике в 1794 году в возрасте 22 лет. Поэтому наследником 5-го барона стал его внучатый племянник Джордж Гордон Байрон, позже ставший знаменитым как поэт-романтик.